# Jazzin' for Blue Jean
Jazzin' for Blue Jean è un cortometraggio del 1984 diretto da Julien Temple e interpretato da David Bowie. Fu realizzato per promuovere il singolo Blue Jean dello stesso Bowie e pubblicato in VHS.
La pellicola vinse il Grammy Awards 1985 for Best Short Form Music Video, l'unico Grammy nella carriera di Bowie. Nel corso del filmato Bowie fa diversi riferimenti ironici a sé stesso e alla propria carriera, in particolare all'abuso di droghe, alle sue avventure con le groupies e alla commercializzazione della propria musica.

## Trama
L'imbranato Vic (Bowie) cerca di conquistare una bella ragazza dicendole di conoscere la sua rock-star preferita Screaming Lord Byron (a sua volta interpretato da Bowie). La ragazza non gli crede e lo sfida a presentarglielo. I due si recano allo show di Lord Byron, che viene convinto da Vic ad andare a salutarli dopo lo spettacolo. Il cantante e la ragazza però si allontanano insieme lasciando solo Vic, che infrange la quarta parete e chiede al regista perché la storia non sia finita come era previsto.

## Traccia
1. Jazzin for Blue Jean (Video) - 20:00

La musica racchiude i tre brani di Bowie Don't Look Down, tratto dall'album Tonight, Warszawa dall'album Low e Blue Jean da Tonight.

## Pubblicazioni
Il cortometraggio fu pubblicato nei formati VHS e Betamax dalla Sony Home Video in Nordamerica e dalla EMI/Picture Music International nel Regno Unito. Fu anche pubblicato su laserdisc dalla Pioneer Artists in Giappone e Nordamerica.
Comparirà leggermente modificato come sorpresa nei DVD Best of Bowie. Lo spezzone dove Lord Byron esegue Blue Jean in pubblico sarebbe apparso nel video-album David Bowie - The Video Collection del 1993.
Il cortometraggio fu trasmesso in televisione in Italia il 15 giugno 1985, doppiato in italiano, all'interno della trasmissione Deejay Television su Italia 1.